# Nemcia pauciflora
Nemcia pauciflora är en ärtväxtart som först beskrevs av Charles Austin Gardner, och fick sitt nu gällande namn av Michael Douglas Crisp. Nemcia pauciflora ingår i släktet Nemcia och familjen ärtväxter. Inga underarter finns listade i Catalogue of Life.